# هايدي كورتيز
هايدي كورتيز (بالإنجليزية: Heidi Cortez)‏ هي رائدة أعمال أمريكية، ولدت في 11 مارس 1981 في سان بيرناردينو في الولايات المتحدة.

## وصلات خارجية
- الموقع الرسمي
- هايدي كورتيز على موقع IMDb (الإنجليزية)